# Pallisentinae
Sous-famille
Les Pallisentinae sont une sous-famille de vers parasites de l'embranchement des acanthocéphales (vers à tête épineuse). Les acanthocéphales sont de petits animaux vermiformes parasites de vertébrés dont la taille varie entre 1 mm et 70 cm. Ils sont caractérisés par un proboscis rétractable portant des épines courbées en arrière qui leur permet de s'accrocher à la paroi intestinale de leurs hôtes.

## Liste des sous-genres et espèces
La sous-famille des Pallisentinae comprend six genres comportant les sous-genres et espèces suivantes :
- Acanthogyrus Thapar, 1927 qui est composé de 2 sous-genres[2] : 
  - Acanthogyrus (acanthogyrus) Thapar, 1927
  - Acanthogyrus (Acanthosentis) Verma et Datta 1929
- Palliolisentis Machado-Filho, 1960[3]
  - Palliolisentis ornatus Machado-Filho, 1960
  - Palliolisentis polyonca Schmidt et Hugghins, 1973
  - Palliolisentis quinqueungulis Machado-Filho, 1960
- Pallisentis Van Cleave, 1928 qui est composé de 3 sous-genres et 2 espèces[4] : 
  - Pallisentis (Brevitritospinus) Amin, Heckmann, Ha, Luc et Doanh, 2000
  - Pallisentis (Demidueterospinus) Amin, Heckmann, Ha, Luc et Doanh, 2000
  - Pallisentis (Pallisentis) Van Cleave, 1928
  - Pallisentis channai Gupta, Maurya et Saxena, 2015
  - Pallisentis vinodai Gupta, Maurya et Saxena, 2015
- Pararaosentis Amin, Heckmann, Ha, Luc et Doanh, 2000[5]
  - Pararaosentis golvani (Troncy et Vassiliades, 1973)
- Raosentis Datta, 1947[6]
  - Raosentis dattai Gupta et Fatma, 1986
  - Raosentis godavarensis Vankara et Vijayalakshmi, 2009
  - Raosentis ivaniosi George et Nadakal, 1978
  - Raosentis podderi Datta, 1947
  - Raosentis thapari Rai, 1967¨
- Triaspiron Smales, Aydogdu et Emre, 2012[7]
  - Triaspiron aphanii Smales, Aydogdu et Emre, 2012